# 赤牛麵
赤牛麵是台灣彰化縣二林鎮著名的飲食，在二林鎮第一市場內已經營七十多年，與貓鼠麵、台南擔仔麵齊名。

## 歷史
赤牛麵因創始者廖全得（1909年－？）的綽號「赤牛仔伯」而得名。日治時代廖全得曾跟隨數個辦桌師傅學習料理手藝，後來因為第二次世界大戰的原因，台灣舉辦大型辦桌的機會越來越少，廖全得先生於是改經營大眾口味的麵店，以湯麵為主。
赤牛麵第二代廖長慶在經過不斷的品嚐各地小吃後，調整赤牛麵的湯頭、調味與醬料，也改變使用麵條的選擇，確立了現在赤牛麵的基本口味。
目前經營赤牛麵的第三代廖學林又赴日本考察日本餐飲的調理方法，在經過一番調整後，才成為目前的赤牛麵。

## 作法
赤牛麵之所以著名主要來自於它的湯頭、肉燥和獨特的醬料，主材料除了麵條以外還能替換為米粉、粿條，另外也可以搭配肉捲、肉丸與青菜。
其中湯頭以豬大骨熬製，再以特殊的方法去除雜質與異味；肉燥則是以豬肉、豬皮、蝦仁、豬油佐料所調配；肉捲以豬肉打漿，再用豬肚網紗包裹，包含二十多種材料，為其主要特色。

## 外部連結
- 赤牛麵 彰化旅遊資訊網 （页面存档备份，存于）